# Хоботник пламенный
Хоботник пламенный, или языкан пламенный (Macroglossum pyrrhosticta) — бабочка из семейства бражников (Sphingidae).

## Описание
Размах крыльев 42—56 мм. Передние крылья тёмные, серо-коричневые, с более тёмными поперечными перевязями; кзади от вершины переднего крыла присутствует широкий тёмный штрих. Задние крылья буро-чёрные с оранжевой поперечной перевязью, которая вытягивается вдоль переднего края до вершины крыла, а кзади выходит к анальному углу. Тело широкое. Вершина брюшка с широкой чёрной кисточкой.

## Ареал и места обитания
Распространение: Россия: юг Приморского края (большой частью Хасанский район), Южные Курилы: Кунашир (впервые найден Г. С. Золотаренко в 1968 г. в Серноводске, позднее отмечался неоднократно по всему югу острова); Китай (кроме северо-западных провинций), Корея, Япония (Хоккайдо, Хонсю, Сикоку, Кюсю, острова Рюкю). Способен залетать далеко в Тихий океан в 500 км от берега. Также встречается на севере Пакистана, в северо-западной Индии, Непале, Бутане, Восточной Индии, Шри Ланке, Таиланде, Филиппинах (Лусон), Малайзии (Саравак) и Индонезии.
Вид встречается в редкостойных широколиственных (в том числе дубовых) лесах, на опушках, полянах.

## Биология
Бабочки активны в основном в дневное время. Иногда летят на свет в утренних сумерках. Лёт бабочек обычно в конце июля — августе, иногда — до середины сентября.
Гусеница питается на Paederia, Psychotria, Serissa, Sida, Leptodermis.

## Галерея

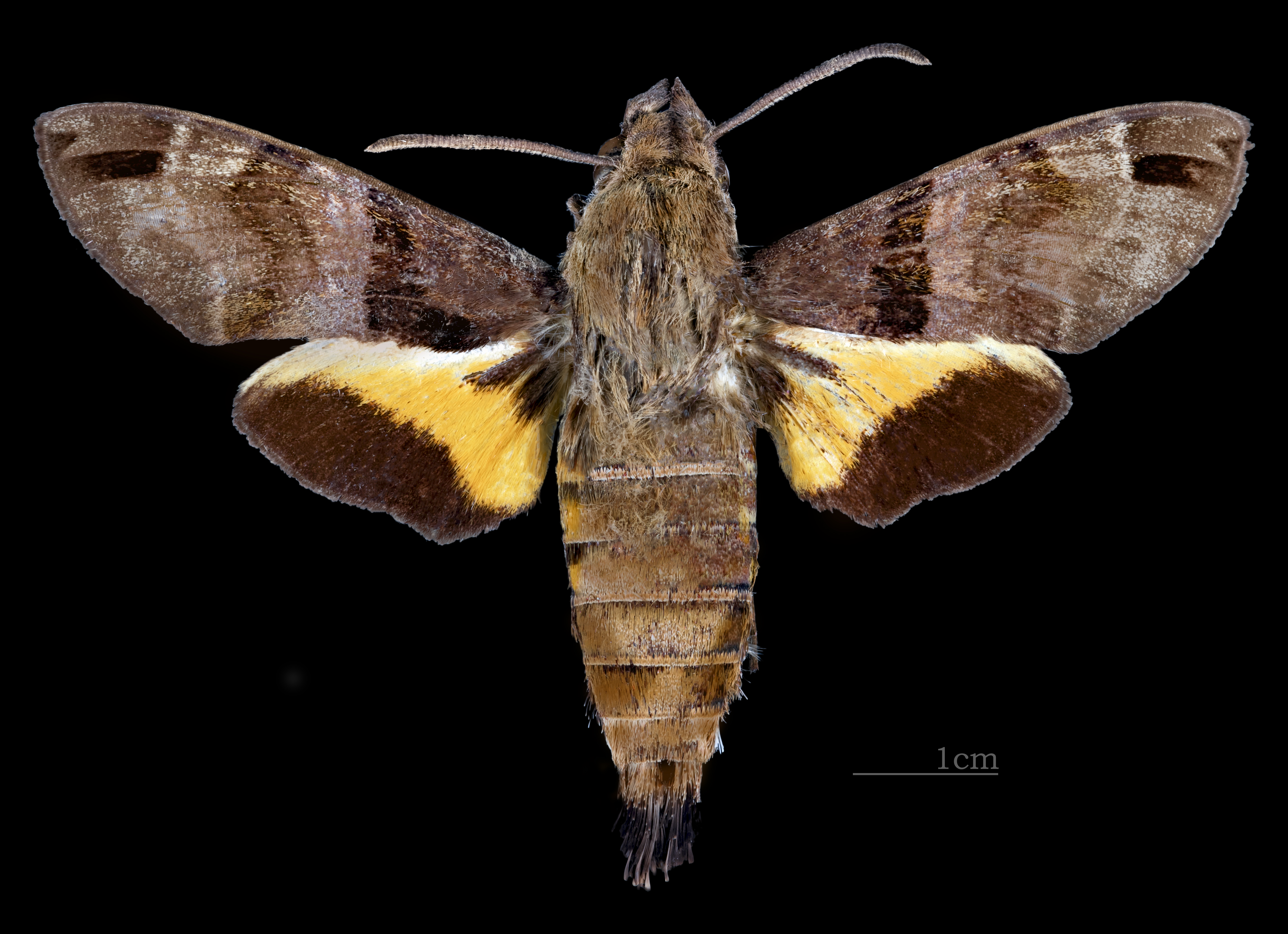
Самец (вид сверху)
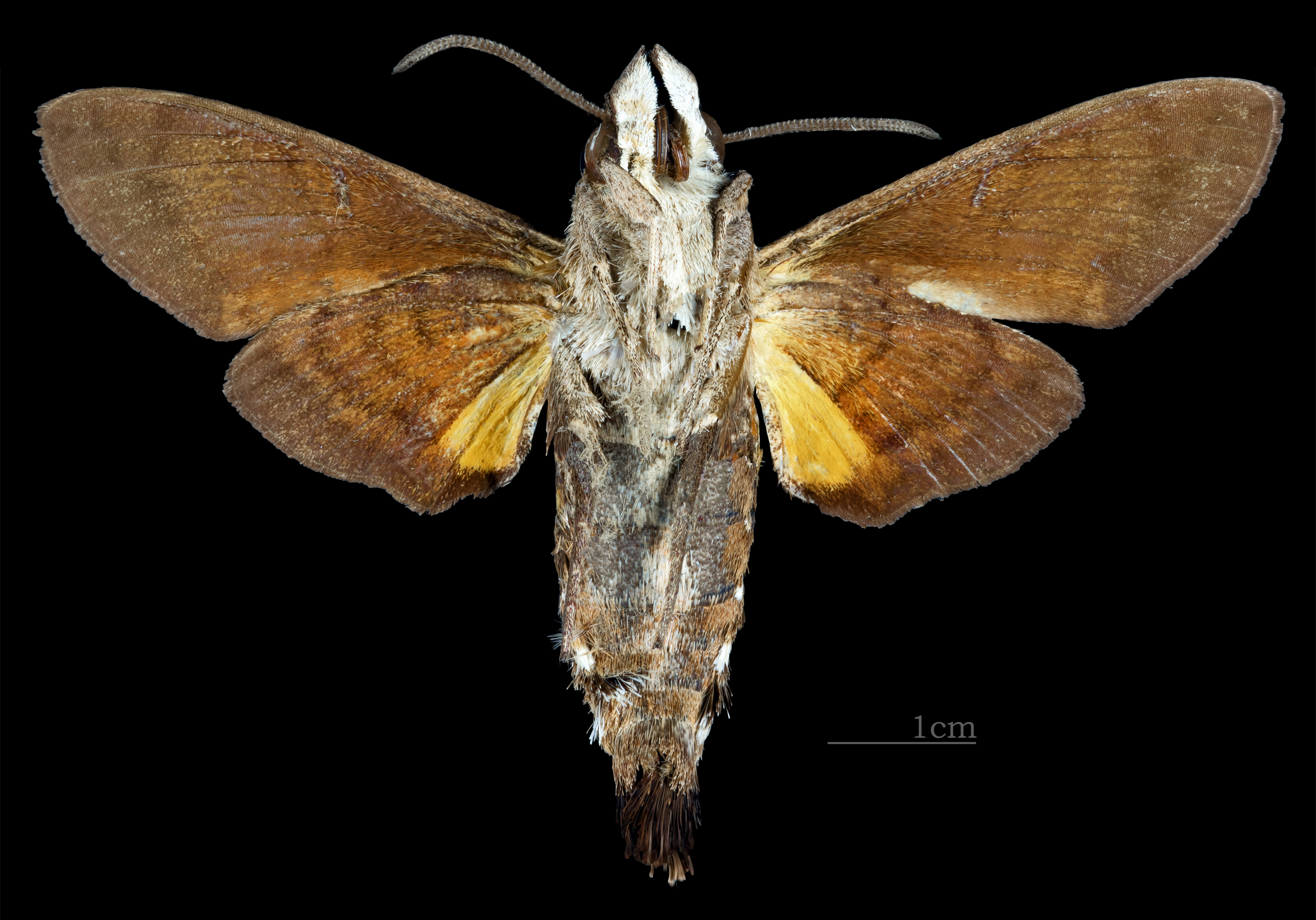
Самец (вид снизу)